# Zdíkov
Obec Zdíkov (německy Gross-Zdikau, historicky též Velký Zdíkov – oproti Zdíkovci, nářečně Ždíkov) se nachází v okrese Prachatice v Jihočeském kraji, zhruba 6,5 km severozápadně od Vimperka. Zdíkov leží při horním okraji Šumavského podhůří (podcelek Vimperská vrchovina, okrsek Vacovská vrchovina); protéká jím Zdíkovský potok, který je pravostranným přítokem říčky Spůlky. Žije zde přibližně 1 700 obyvatel.

## Historie
První písemná zmínka o obci pochází z roku 1318. Po mnichovské dohodě zůstal Zdíkov začleněn do Protektorátu.

## Pamětihodnosti
- Zámek Zdíkov, původní tvrz, přestavěná roku 1868 na zámek.[5] Zámek byl po roce 1996 přestavěn na zámecký hotel.[6]
- Zámecký park založený ve druhé polovině 19. století
- Kostel svaté Ludmily z roku 1923, základní kámen položen o dva roky dříve 11. července 1921
- Socha svatého Jana Nepomuckého na mostě u silnice II/145 na Zdíkovec
- Kaple Narození Panny Marie
- Kaplička sv. Barbory. Pomník obětem první světové války
- Několik křížů
- Ostrov – rybník s ostrovem tvořící park se stromy a keři, založen ve druhé polovině 19. století[7]
- Památný strom na nádvoří zámku (lípa)
- Památný strom na Ostrově (lípa)[7]
- Dvě lípy svobody – jedna z roku 1918 (Masarykova), druhá z roku 1968 u kostela svaté Ludmily[8]
- Roubenka z roku 1926 v seznamu Památkového úřadu
- Pamětní deska připomínající Karla Polatu, vedoucího Starošumavské dechové hudby v Sušici na rodném domě
- Pamětní deska Jana Nepomuka Woldřicha, profesora geologie Karlo-Ferdinandovy univerzity v Praze

## Části obce
- Zdíkov
  - Zábrod (místní část)
- Branišov
- Hodonín
- Masákova Lhota
- Nový Dvůr
- Putkov
- Račov
- Zdíkovec
- Žírec

## Osobnosti
- Emanuel Tonner (1829–1900), český pedagog, novinář a politik, spoluzakladatel Sokola
- Jan Nepomuk Woldřich (1834–1906), geolog, paleontolog a amatérský archeolog
- Karel Polata (1914–1974), hudební skladatel a dirigent Starošumavské dechové muziky Karla Polaty
- Jan Lopatka (1940–1993), literární kritik
- Sáva Šabouk (1933–1993), historik umění

## Galerie

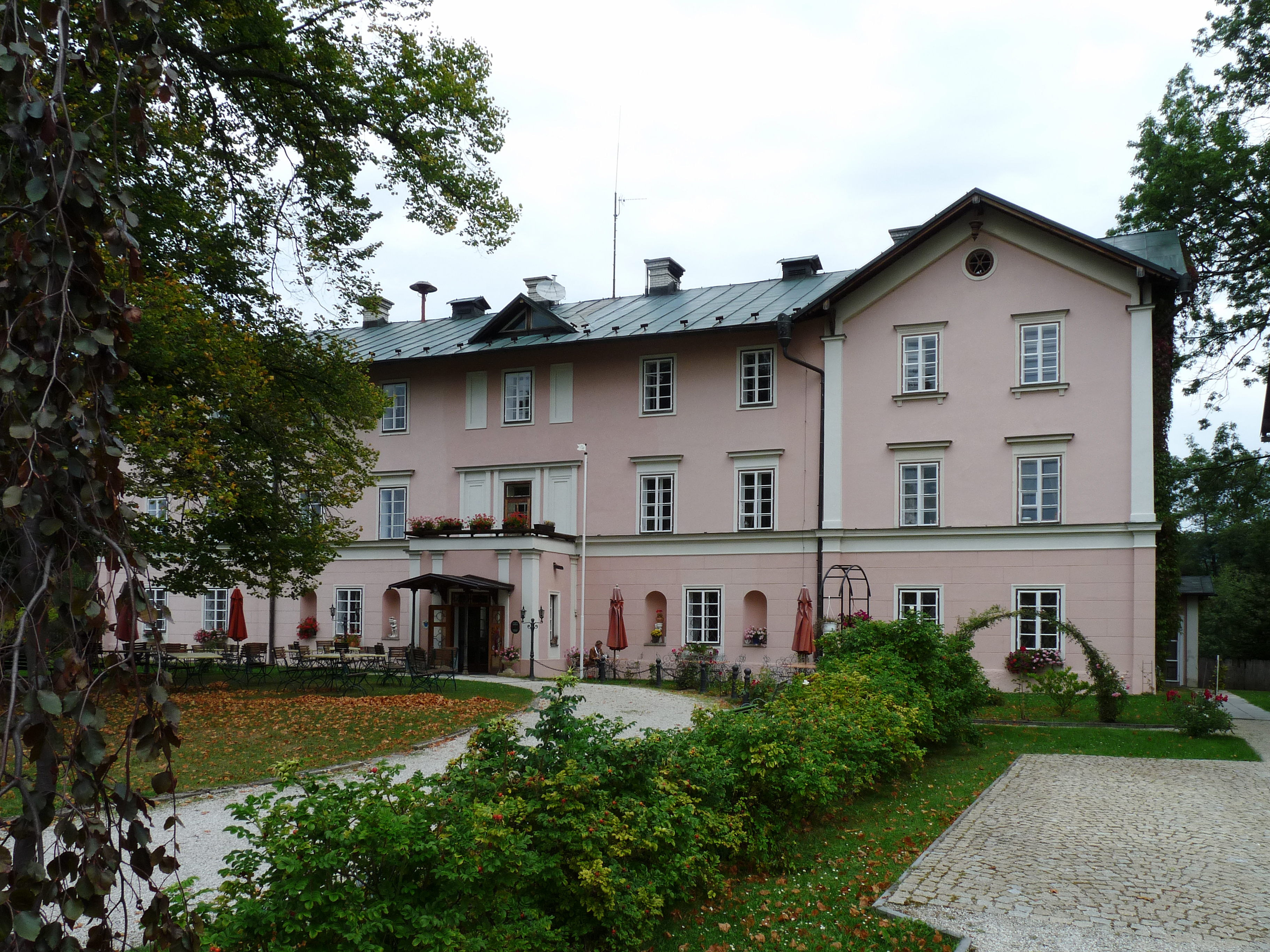
Zámek Zdíkov
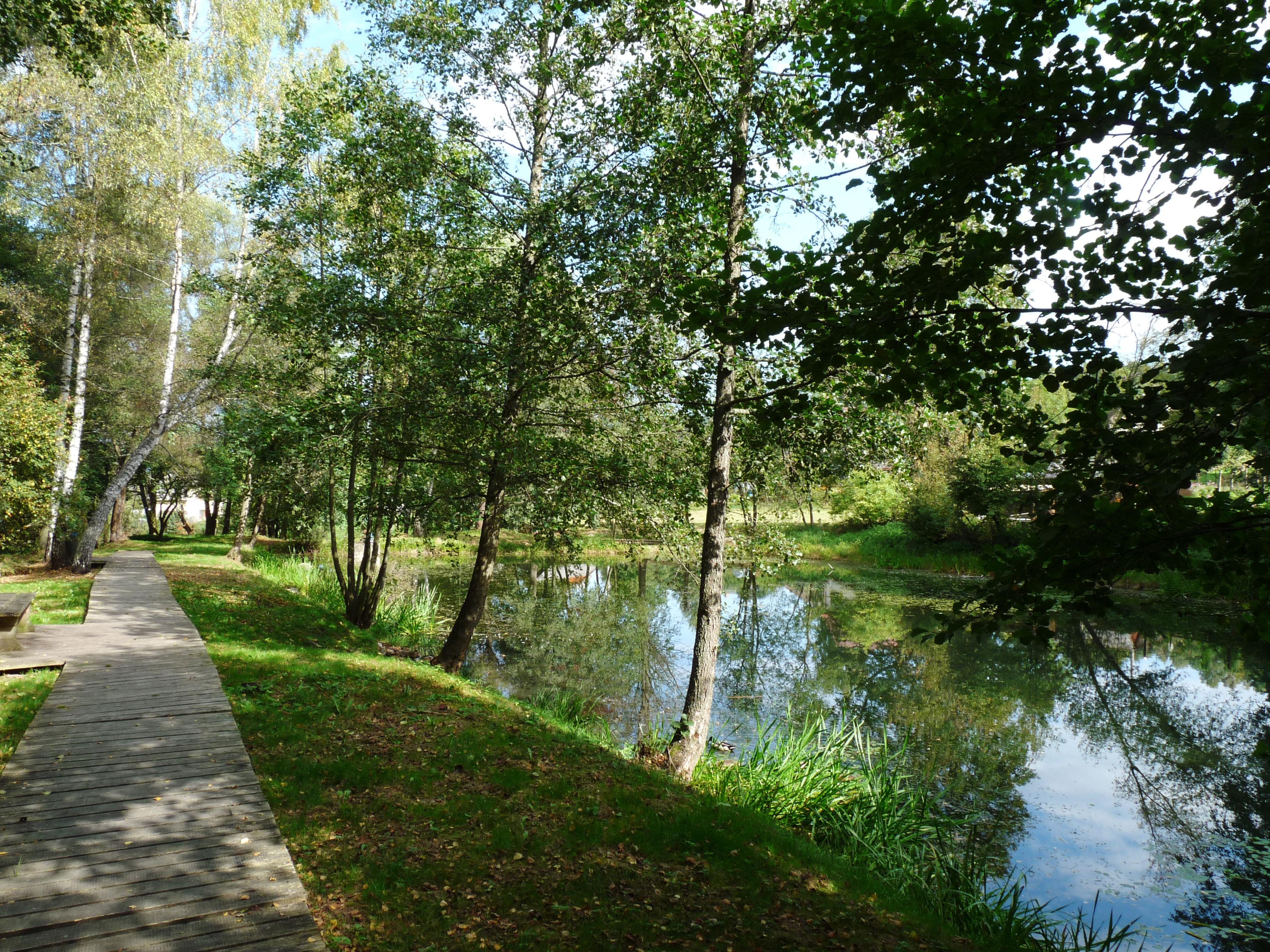
Zámecký park
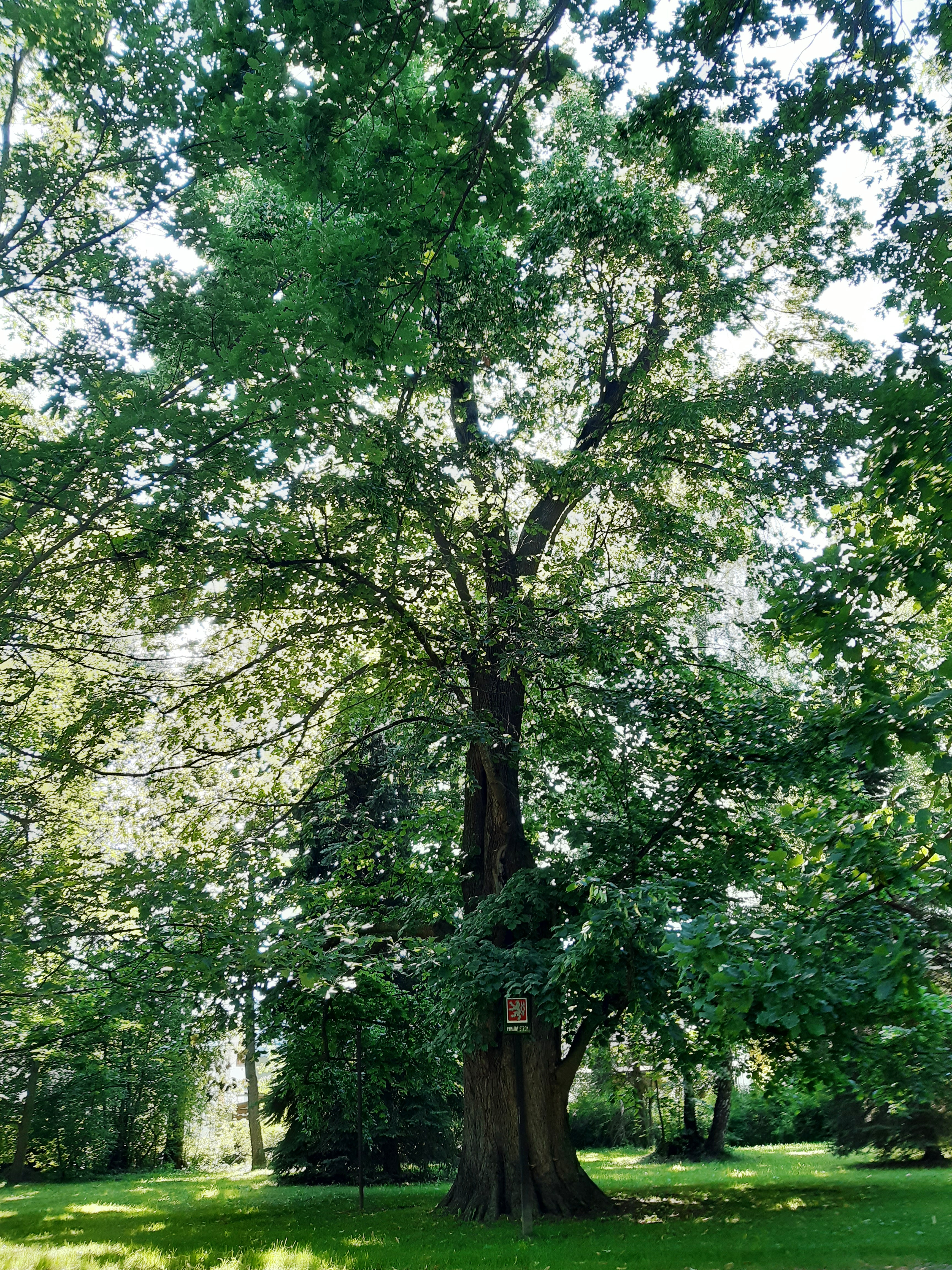
Zdíkovská lípa na ostrově, památný strom
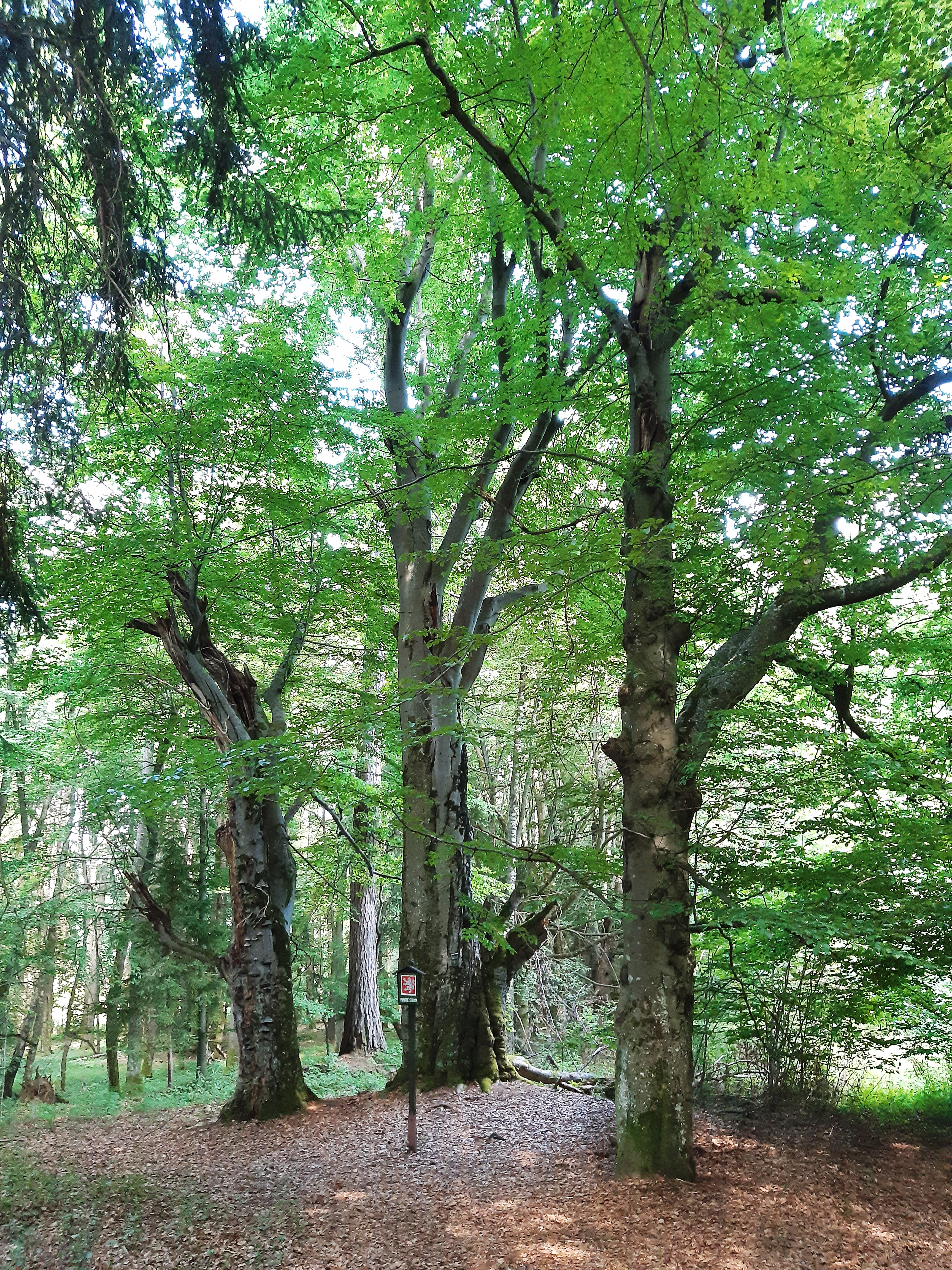
Tři zdíkovské buky u starého poutního místa, památné stromy
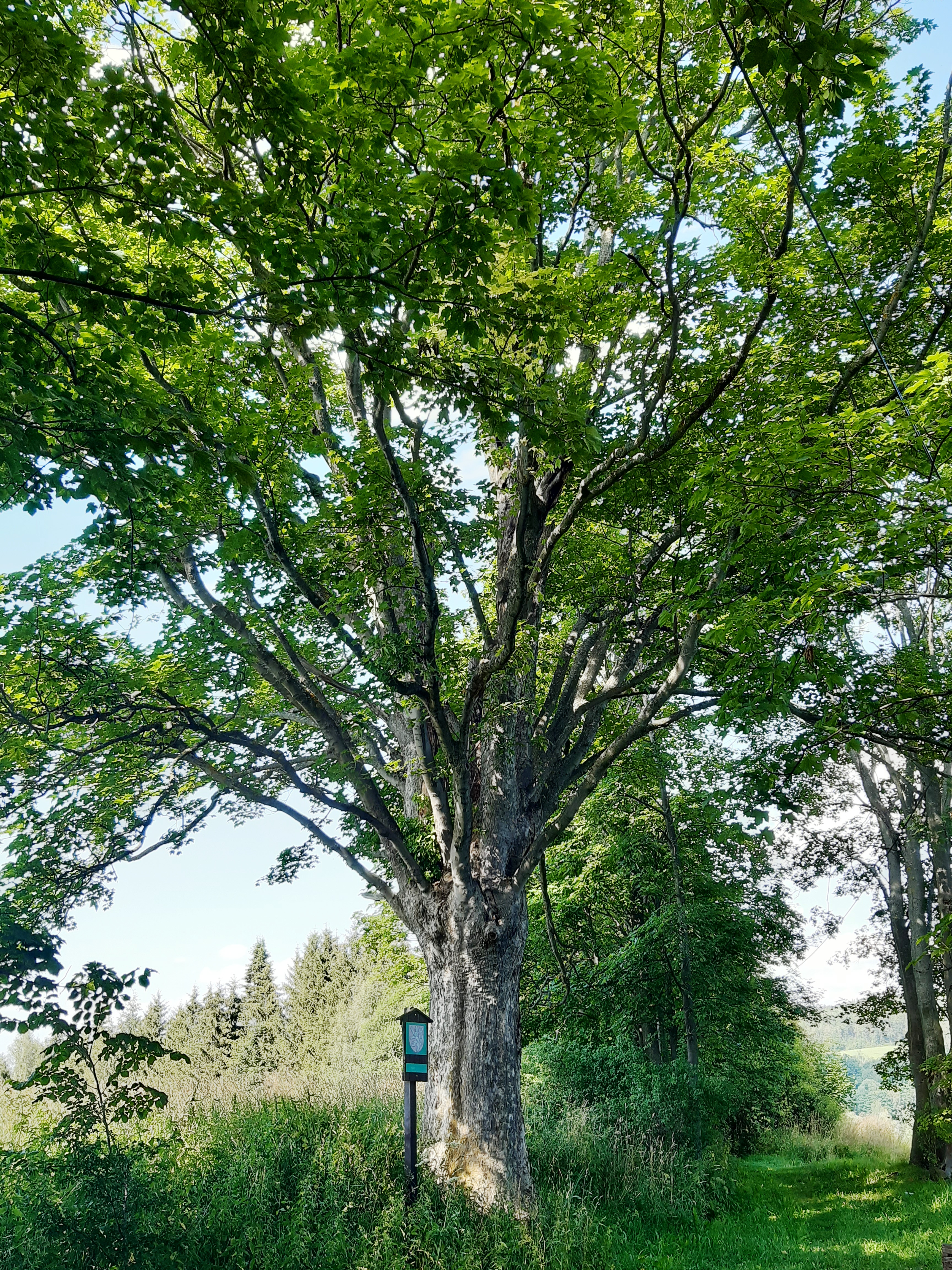
Zdíkov javor Na Johankách, památný strom